# Mistrovství světa v atletice 2009 – Ženy skok o tyči
Tyčka žen na Mistrovství světa v atletice 2009 se konala ve dnech 15. srpna a 17. srpna 2009. Na berlínském olympijském stadionu se měl odehrát známý scénář z posledních let. Ruská královna v tyčce Jelena Isinbajevová měla dovršit zlatý hattrick a obhájit zlatou medaili z předešlých dvou šampionátů. Již coby jistá mistryně se měla pokoušet o nový světový rekord. O stříbro a bronz si to měly rozdat domácí Němky, Polky či Brazilka Fabiana Murerová, která před mistrovstvím byla druhou nejlepší tyčkařkou sezóny. Finálový večer ovšem dopadl přece jen jinak, než se předpokládalo.
Na mistrovství světa neodcestovaly dvě zraněné tyčkařky. Ruska Světlana Feofanovová, jež získala na letní olympiádě v Pekingu bronz a stříbrná z téže akce Američanka Jennifer Stuczynská.

## Medailistky
| Zlato                | Stříbro                                          | Bronz     |
| Anna Rogowská 4,75 m | Monika Pyreková 4,65 m Chelsea Johnsonová 4,65 m | neudělena |

## Kvalifikace
Celkem jednatřicet tyčkařek bojovalo 15. srpna v sobotní kvalifikaci, která probíhala od 19:00. Česko mělo stejně jako na předešlém mistrovství světa 2007 v Ósace dvojí zastoupení. Byť stříbro nepřijela obhajovat Kateřina Baďurová a na šampionát neodcestovala ani Pavla Rybová, dříve Hamáčková. Limit IAAF 445 cm  naopak splnila vítězka světové univerziády 2009 z Bělehradu Jiřina Ptáčníková a limit ČAS 435 cm splnila na domácím mistrovství na dráze Romana Maláčová .
Kvalifikační limit měl hodnotu 455 cm. Začínalo se na 410 cm a dále 425, 440, 450 a 455 cm. Žádnou velkou práci neměla v kvalifikaci Jelena Isinbajevová, která se rozběhla rovnou na 455 cm a úspěšně. Její reprezentační kolegyni Julii Golubčikové stačily k postupu dva skoky, stejně jako Polce Anně Rogowské.
Američanka Chelsea Johnsonová se naopak musela na 425 cm zachraňovat až napotřetí. Tento světový šampionát byl poslední pro další Američanku, olympijskou vítězku ze Sydney Stacy Dragilaovou, která se rozhodla ukončit kariéru. Výška 440 cm ji však vystavila stopku a zapsala si úspěšně jen 425 cm.
Postup Romany Maláčové do finále se neočekával, napodruhé zdolala 410 cm, výše však neuspěla. To Jiřina Ptáčníková na finále měla, když v sezóně dvakrát překonala 455 cm. Napoprvé skočila 440 cm ale na 450 již třikrát neuspěla.

## Výsledky kvalifikace

### Skupina A
| Umístění | Jméno                    | Národnost          | 4,10 | 4,25 | 4,40 | 4,50 | 4,55 | Výkon       |
| -------- | ------------------------ | ------------------ | ---- | ---- | ---- | ---- | ---- | ----------- |
| 1.       | Fabiana Murerová         | Brazílie           | -    | -    | O    | O    | O    | 4,55 m Q    |
| 1.       | Anna Rogowská            | Polsko             | -    | -    | O    | -    | O    | 4,55 m Q    |
| 1.       | Julija Golubčikovová     | Rusko              | -    | -    | O    | -    | O    | 4,55 m Q    |
| 4.       | Kate Dennisonová         | Spojené království | O    | O    | O    | XO   | O    | 4,55 m Q    |
| 4.       | Anna Battkeová           | Německo            | -    | O    | O    | XO   | O    | 4,55 m Q    |
| 6.       | Taťána Polnovová         | Rusko              | O    | XO   | XO   | XO   | O    | 4,55 m Q    |
| 7.       | Anna Giordano Brunová    | Itálie             | O    | XO   | XO   | O    | XXX  | 4,50 m      |
| 8.       | Nicole Büchlerová        | Švýcarsko          | O    | O    | O    | XO   | XXX  | 4,50 m (NR) |
| 9.       | Joanna Piwowarská        | Polsko             | O    | O    | XXX  |      |      | 4,25 m      |
| 9.       | Stacy Dragilaová         | USA                | -    | O    | XXX  |      |      | 4,25 m      |
| 11.      | Mariánna Zaharíadiová    | Kypr               | XO   | XO   | XXX  |      |      | 4,25 m      |
| 12.      | Sandra-Helena Tavaresová | Portugalsko        | XO   | XXO  | XXX  |      |      | 4,25 m      |
| 13.      | Télie Mathiotová         | Francie            | O    | XXX  |      |      |      | 4,10 m      |
| 14.      | Romana Maláčová          | Česko              | XO   | XXX  |      |      |      | 4,10 m      |
| -        | Shuying Gaová            | Čína               | -    | XXX  |      |      |      | NM          |

### Skupina B
| Umístění | Jméno                  | Národnost   | 4,10 | 4,25 | 4,40 | 4,50 | 4,55 | Výkon       |
| -------- | ---------------------- | ----------- | ---- | ---- | ---- | ---- | ---- | ----------- |
| 1.       | Silke Spiegelburgová   | Německo     | -    | -    | O    | O    | O    | 4,55 m Q    |
| 2.       | Jelena Isinbajevová    | Rusko       | -    | -    | -    | -    | O    | 4,55 m Q    |
| 3.       | Chelsea Johnsonová     | USA         | -    | XXO  | O    | O    | O    | 4,55 m Q    |
| 4.       | Monika Pyreková        | Polsko      | -    | -    | O    | XO   | XO   | 4,55 m Q    |
| 5.       | Alexandra Kirjašovová  | Rusko       | -    | O    | O    | XO   | XXO  | 4,55 m Q    |
| 6.       | Kristina Gadschiewová  | Německo     | -    | O    | O    | O    | XXX  | 4,50 m q    |
| 7.       | Jilian Schwartzová     | USA         | -    | O    | XO   | XO   | XXX  | 4,50 m      |
| 8.       | Kelsie Hendryová       | Kanada      | -    | O    | O    | XXX  |      | 4,40 m      |
| 8.       | Jiřina Ptáčníková      | Česko       | -    | O    | O    | XXX  |      | 4,40 m      |
| 10.      | Ling Liová             | Čína        | O    | O    | XO   | XXX  |      | 4,40 m (PB) |
| 11.      | Nikoleta Kiriakopoulou | Řecko       | O    | XO   | XO   | XXX  |      | 4,40 m      |
| 12.      | Minna Nikkanenová      | Finsko      | O    | O    | XXO  | XXX  |      | 4,40 m      |
| 13.      | Naroa Agirreová        | Španělsko   | O    | XO   | XXO  | XXX  |      | 4,40 m (PB) |
| 14.      | Roslinda Samsuová      | Malajsie    | XO   | XO   | XXX  |      |      | 4,25 m      |
| 15.      | Takayo Kondo           | Japonsko    | O    | XXX  |      |      |      | 4,10 m      |
| 16.      | Eun-ji Lim             | Jižní Korea | XO   | XXX  |      |      |      | 4,10 m      |

## Finále
Očekávané finále se uskutečnilo v pondělí 17. srpna od 18:45. Hned v rozcvičování se zranila Ruska Golubčikovová a jakoby její svalové zranění předznamenalo i další ruské vystoupení. Jelena Isinbajevová se rozhodla založit až na 475 cm. Čistě až do 465 cm skákaly Polka Pyreková a Američanka Johnsonová a v tu chvíli se obě dělily o první příčku. Jedinou ženou, která překonala 475 cm a napoprvé se stala Anna Rogowská. Jeleně se její první pokus vůbec nepodařil a následné dva si nechala na další postupnou výšku. To už byla mimo hru i favorizovaná Brazilka Murerová, která ztroskotala na 465 cm.
Hop nebo trop zkusila Monika Pyreková a jeden pokus si schovala na 480 cm. Laťku ovšem shodila a společně s Chelsea Johnsonovou se dělila o stříbrnou medaili. Čekalo se, co předvede světová rekordmanka. Ta ale shodila napoprvé i 480 cm a dvojnásobná olympijská vítězka měla před sebou poslední možnost, jak změnit situaci ve svůj prospěch. Pokus pravdy však Jeleně nevyšel a ve finále si připsala tři křížky . Třetí zlatou medaili v řadě tak z mistrovství světa nezískala a očekávané pokusy o nový světový rekord se neuskutečnily. Polky se mohly radovat , Rusky skončily v poli poražených.

## Finálové výsledky
| Umístění         | Jméno                 | Národnost          | 4,25 | 4,40 | 4,55 | 4,65 | 4,75 | 4,80 | Výkon       |
| ---------------- | --------------------- | ------------------ | ---- | ---- | ---- | ---- | ---- | ---- | ----------- |
| Zlatá medaile    | Anna Rogowská         | Polsko             | -    | O    | O    | XO   | O    | XXX  | 4,75 m      |
| Stříbrná medaile | Monika Pyreková       | Polsko             | -    | O    | O    | O    | XX-  | X    | 4,65 m      |
| Stříbrná medaile | Chelsea Johnsonová    | USA                | -    | O    | O    | O    | XXX  |      | 4,65 m (SB) |
| 4.               | Silke Spiegelburgová  | Německo            | -    | O    | XO   | XO   | XXX  |      | 4,65 m      |
| 5.               | Fabiana Murerová      | Brazílie           | -    | O    | O    | XXX  |      |      | 4,55 m      |
| 6.               | Kate Dennisonová      | Spojené království | O    | O    | XO   | XXX  |      |      | 4,55 m      |
| 7.               | Anna Battkeová        | Německo            | -    | O    | XXX  |      |      |      | 4,40 m      |
| 7.               | Taťána Polnovová      | Rusko              | O    | O    | XXX  |      |      |      | 4,40 m      |
| 9.               | Alexandra Kirjašovová | Rusko              | XO   | XO   | XXX  |      |      |      | 4,40 m      |
| 10.              | Kristina Gadschiewová | Německo            | O    | XXO  | XXX  |      |      |      | 4,40 m      |
|                  | Jelena Isinbajevová   | Rusko              | -    | -    | -    | -    | X-   | XX   | NM          |
|                  | Julija Golubčikovová  | Rusko              |      |      |      |      |      |      | DNS         |